# Jaraczewo (powiat pilski)
Jaraczewo (niem. Klein Wittenberg) – wieś w Polsce położona w województwie wielkopolskim, w powiecie pilskim, siedziba gminy Szydłowo. Położona jest przy trasie drogi wojewódzkiej nr 179. Niemiecka nazwa byłą związana z Szydłowem Groß Wittenberg.
W latach 1946–1954 siedziba gminy Róża Wielka. W latach 1975–1998 miejscowość należała administracyjnie do województwa pilskiego.